# 渡辺正 (実業家)
渡辺 正（わたなべ ただし、1949年 - ）は、日本の経営者。王子製紙社長、会長を務めた。

## 来歴・人物
福島県出身。1972年に慶應義塾大学経済学部を卒業し、同年に王子製紙に入社した。2006年に常務に就任し、2011年に専務を経て、2012年10月に社長に就任。2013年6月に会長に就任。